# Ролль, Идан
Идан Ролль (ивр. עִידָן רוֹל‎, род. 27 апреля 1984, Иерусалим) — израильский политик, модель и юрист, депутат Кнессета от партии «Еш атид». Он занимал должность заместителя министра иностранных дел при администрации Яира Лапида.

## Биография
Ролль родился в Иерусалиме и в детстве переехал в Мевасерет-Цион, посещал среднюю школу Харель. Он начал свою национальную службу в Армии обороны Израиля в 2002 году, служа в израильском разведывательном корпусе в технологическом подразделении в центральном Израиле, а затем закончил офицерские курсы и стал командиром курсантов. После прохождения национальной службы он начал службу в резерве Управления военной разведки.
В 2007 году он начал обучение на юридическом факультете Тель-Авивского университета. Во время учёбы в университете он присоединился к организации StandWithUs и работал моделью. После окончания учёбы он начал работать в коммерческом отделе компании Meitar Liquornik Geva Leshem Tal. Он также получил степень магистра публичного права, а затем работал в юридических фирмах, специализирующихся на высоких технологиях, слияниях и поглощениях.

### Политическая карьера
Ранее Ролль был членом фракции «Новые ликудники» Ликуда, затем присоединился к партии «Еш атид» и стал главой её группы ЛГБТК+. Он входил в список Еш атид городского совета Тель-Авива-Яффо на муниципальных выборах 2018 года.
После того, как партия присоединилась к альянсу «Кахоль-лаван» на выборах в Кнессет в апреле 2019 года, он получил тридцать четвёртое место в объединённом списке и впоследствии был избран в Кнессет, поскольку альянс получил 35 мест. Хотя на досрочных выборах в сентябре 2019 года он сохранил тридцать четвёртое место в списке Кахоль-лаван, количество полученных альянсом мест сократилось до 33, в результате чего Ролль потерял своё место в Кнессете.
Перед выборами в Кнессет 2020 года он снова занял 34-е место списке Кахоль-лаван. Хотя список получил только 33 места, Яэль Герман подала в отставку по медицинским показаниям до принесения присяги, и Ролль вошёл в Кнессет в качестве её замены. Во время срока полномочий Кнессета Ролль был членом комитета по экономике и комитета по труду, социальному обеспечению и здравоохранению. Он также возглавлял несколько лобби, в том числе тех, которые защищали интересы бизнеса в сфере спорта и фитнеса, медицинского и рекреационного каннабиса, конфиденциальности и безопасности в Интернете, сообщества ЛГБТК+ и инноваций в сфере высоких технологий, а также был членом лобби, ориентированных на сохранение еврейского наследия, психическое здоровье и предотвращение самоубийств, устойчивый общественный транспорт, усиление экономической конкуренции и продвижение высшего образования. В сентябре 2020 года Ролль нанял Линор Абергель, женщину-трансгендера и председателя организации «ТрансИсраэль», что стало первым случаем работы трансперсоны в Кнессете.
На выборах в Кнессет 2021 года он занял тринадцатое место в списке «Еш атид» и сохранил своё место в Кнессете, поскольку партия получила 17 мест. Еш атид присоединился к новой правительственной коалиции, а Ролль был назначен заместителем министра иностранных дел, став самым молодым членом правительства.
Перед выборами 2022 года Ролль занимал четырнадцатое место в списке «Еш атид». Он сохранил своё место, но потерял министерскую должность, поскольку Еш атид вернулся в оппозицию. В новом списке Кнессета стал членом Комитета по иностранным делам и безопасности и Подкомитета по внешней политике и пропаганде, а также возглавил лобби по вопросам израильско-американских отношений, исследований искусственного интеллекта, борьбы с бойкотами, баланса между работой и личной жизнью и ЛГБТК+ сообщества. Он также является членом лобби Еврейского Народа и возглавляет группу дружбы Израиль—Италия и Израиль—Сан-Марино, занимающуюся установлением связей между парламентами.

## Личная жизнь
5 марта 2021 года Ролль заключил брак с поп-певцом Харелем Скаатом в Прово, штат Юта, США. У них есть сын Ари, родившийся посредством суррогатного материнства в августе 2018 года в Талсе, США.